# Amorphinopsis excavans
Amorphinopsis excavans är en svampdjursart som beskrevs av Carter 1887. Amorphinopsis excavans ingår i släktet Amorphinopsis och familjen Halichondriidae. Inga underarter finns listade i Catalogue of Life.